# Folsom (California)
Folsom è un centro abitato (City) degli Stati Uniti d'America, situato nella contea di Sacramento dello Stato della California.
La cittadina è principalmente nota per la presenza nei dintorni del famigerato carcere di Folsom, dove Johnny Cash tenne un celebre concerto nel 1968.

## Amministrazione

### Gemellaggi
- Crespano, dal 2000